# Абель, Доминик
Доминик Абель (фр. Dominique Abel; род. 1957, Тюэн, Бельгия) — бельгийский актёр, режиссёр, сценарист и продюсер. Работает в творческом дуэте со своей женой Фионой Гордон.

## Биография
Доминик Абель родился в 1957 году в Тюэне, Бельгия. После окончания средней школы, он поступил на факультет экономики университета в Левен-ла-Неве. Окончив его через четыре года, Доминик понял, что в будущем не видит себя в этой профессии, и впоследствии поступил в театральную школу Жака Лекока.
В начале 1980-х годов Доминик Абель познакомился с Фионой Гордон, с которой основал компанию под названием «Courage My Love». В 1987 году Донимик и Фиона поженились и продолжили свою совместную творческую карьеру. Они выступали со своими концертами во многих странах и писали все сцены самостоятельно.
В начале 2000-х годов Доминик Абель начал сниматься в кино. Сначала он играл небольшие роли в различных короткометражных фильмах. Позже вместе с Фионой и режиссёром Бруно Роми, Доминик выпустил свой первый полнометражный фильм под названием «Айсберг», к которому написал сценарий и сыграл главную роль. В дальнейшем сотрудничество с Роми продолжилась, и троица сняла фильмы «Румба» и «Фея», получив за них ряд фестивальных кинонаград.
В 2016 году дуэт Абель-Гордон выпустил свой очередной фильм под названием «Чудеса в Париже», в котором кроме них самих также снялись французские актёры Эмманюэль Рива и Пьер Ришар. Сюжет фильма повествует о женщине, которая приехала в Париж, где встретила любовь всей своей жизни. Лента стала последней работой известной французской актрисы Эммануэль Рива, которая умерла вскоре после окончания съёмок в возрасте 89 лет. В 2018 году фильм был выдвинут 3-х категориях на соискание бельгийской национальной кинопремии «Магритт».